# Госпиталь бедных мариацкого прихода
Госпиталь бедных мариацкого прихода (пол. Szpital Ubogich Parafii Mariackiej) — двухэтажное здание, историческо-архитектурный памятник, находящийся на углу улиц Сенной, 16 и святого Креста, 2 в краковском районе Старый город, Польша. В настоящее время в здании находится администрация и несколько отделов Краковского национального архива. На углу здания на уровне второго этажа находится статуя святого Роха. Во дворе дома находится памятник Крака. Памятник культуры Малопольского воеводства.
Двухэтажный дом с фасадом в стиле барокко был построен примерно в 1761—1763 годах предположительно по проекту итальянского архитектора Франческо Плачиди. В доме находилась больница для бедных мариацого прихода, которую основал настоятель Мариацкого костёла Яцек Августин Лопацкий. 
В 1768 году во время Барской конфедерации в здании находился лазарет российской армии, позднее в нём размещался лазарет краковского гарнизона. В этом же году здание было передано в собственность города. С 1796 по 1809 год в нём находилась приборная палата. С 1813 по 1814 год в здании действовала венерическая больница. С 1829 года в доме располагалась финансовое управление Сената Краковской Республики. C 1850 года в здании размешалась австро-венгерская налоговая служба.
С 1887 года частично и с 1906 года постоянно в здании стал размещаться Архив исторических актов города Краков. С этого времени дом несколько раз ремонтировался, чтобы он был пригоден для размещения в нём архива. Часть помещений занимало Общество любителей истории и памятников Кракова и организованный в 1899 году этим обществом исторический архив, который позднее был преобразован в Краковский исторический музей.
С 1952 года и до настоящего времени в здании находится администрация Краковского национального архива и три отдела этого Архива:
- Отдел III — акты города Кракова, территориального самоуправления, религиозных, образовательных и общественных организаций. В рамках этого отдела действует библиотека архива.
- Отдел VII — отдел популяризации архива;
- Отдел VIII — организационный и административный отдел.

7 октября 1965 года здание было внесено в реестр памятников культуры Малопольского воеводства 
(№ А-37).